# معركة باسولي
دارت معركة باسولي بين سلطنة مغول الهند والسيخ . هُزم جيش مغول الهند في معركة نيرموجاره الدموية (1702) في وقت سابق من العام. بعد المعركة، انتقل السيخي جورو جوبيند سينغ إلى باسولي حيث عبرت القوات المشتركة لراجات التلة أيضًا نهر ستلج وتعرض جيش السيخ لهجوم من قبل راجات التلة بقيادة رجا أجمير تشاند. وضع جورو جوبيند سينغ دفاعًا هائلاً في باسولي. مرة أخرى، فشلت قوات العدو في إخضاع السيخ وأجبر جيش خالصة العدو على التراجع عن طريق هزيمتهم بسرعة في باسولي. 
بعد المعركة، انسحبت القوات المشتركة لمغول الهند وراجات التلة إلى سيرهيند وأبرم راجا أجمير تشاند معاهدة سلام تكتيكية مع جورو جوبيند سينغ. 